# Sergels torg
 (septembre 2020).
Si vous disposez d'ouvrages ou d'articles de référence ou si vous connaissez des sites web de qualité traitant du thème abordé ici, merci de compléter l'article en donnant les références utiles à sa vérifiabilité et en les liant à la section « Notes et références ».
Sergels torg, soit la place Sergel en français, est une place du centre de Stockholm en Suède. Elle porte le nom du sculpteur du XVIIIe siècle Johan Tobias Sergel, dont l'atelier était situé dans les environs.
Elle est célèbre pour de multiples raisons, dont son rôle de point de départ pour des manifestations,, et pour la forme particulière (une super-ellipse dessinée par Piet Hein) du rond-point qui la traverse. Elle comporte en son centre une fontaine, avec au milieu un obélisque de verre (le Kristallvertikalaccent) de 37 mètres de haut conçue par le sculpteur Edvin Öhrström, et que les habitants de Stockholm nomment par de nombreuses références phalliques.
À l'ouest de Sergels torg se trouve une place inférieure pavée de triangles noirs et blancs, qui est réputée pour être fréquentée par des revendeurs de drogue. Au sud de la place se trouve la maison de la culture (Kulturhuset).
Sergels torg a été construite dans les années 1960, lors de la réhabilitation du centre de Stockholm. La place inférieure devait initialement être pavée de marbre, mais le coût de cette opération a été jugé trop élevé.

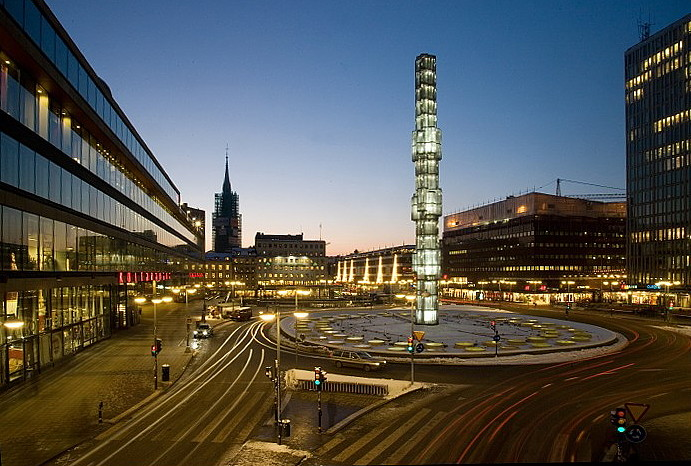
La place Sergels torg, un après-midi d'hiver en 2006.
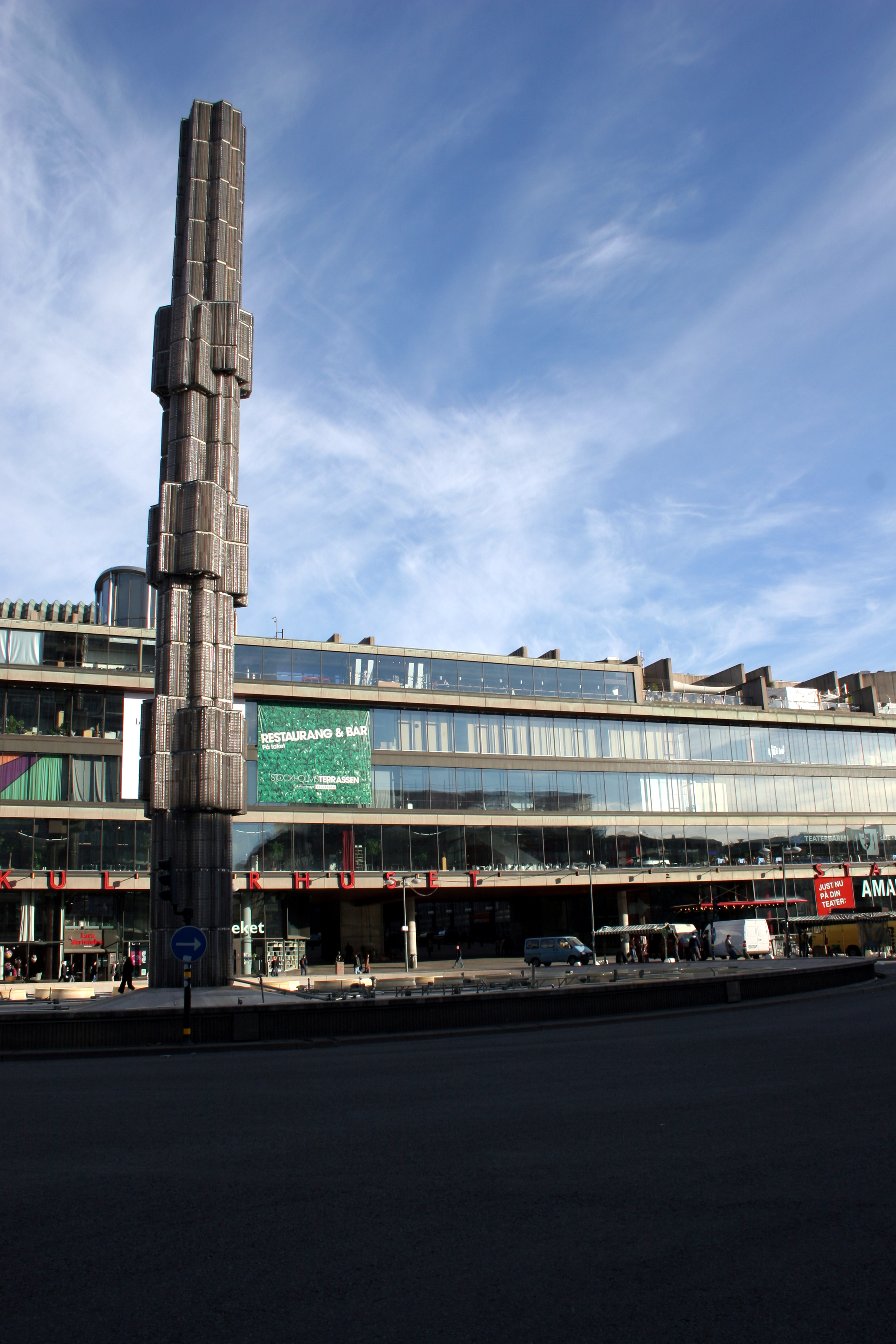
Kristallvertikalaccent, avec au second plan la maison de la culture
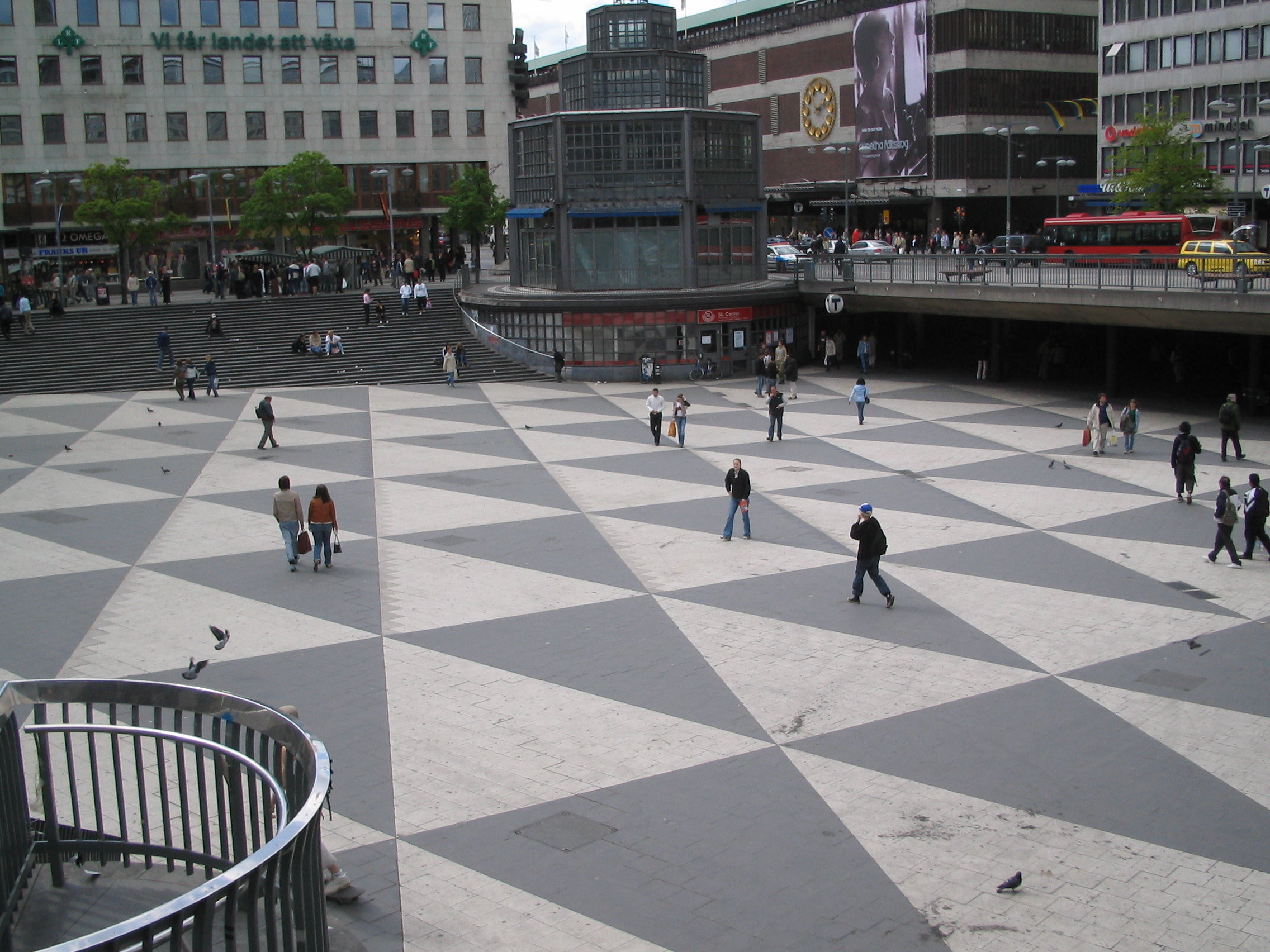
La place inférieure
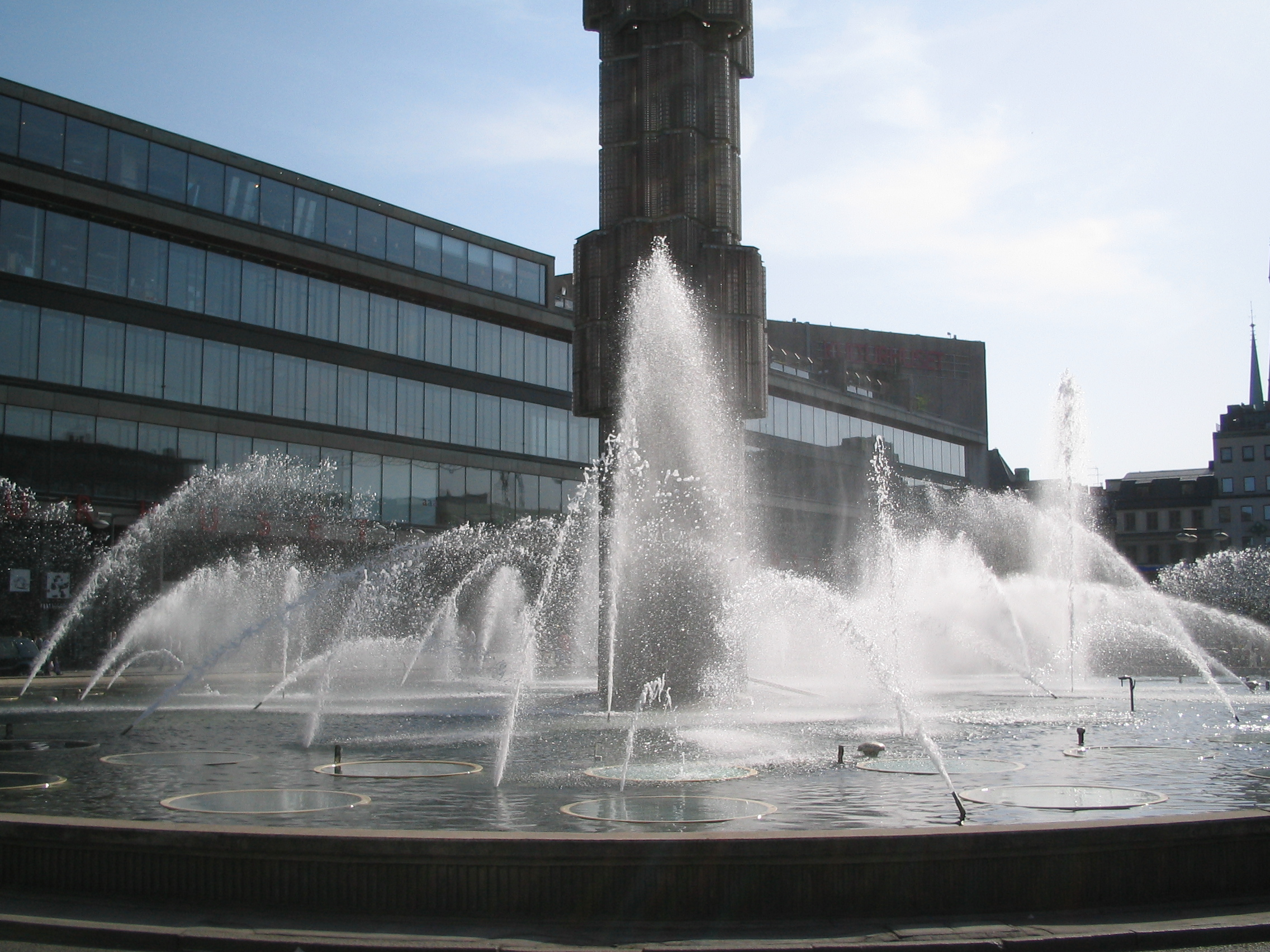
La fontaine
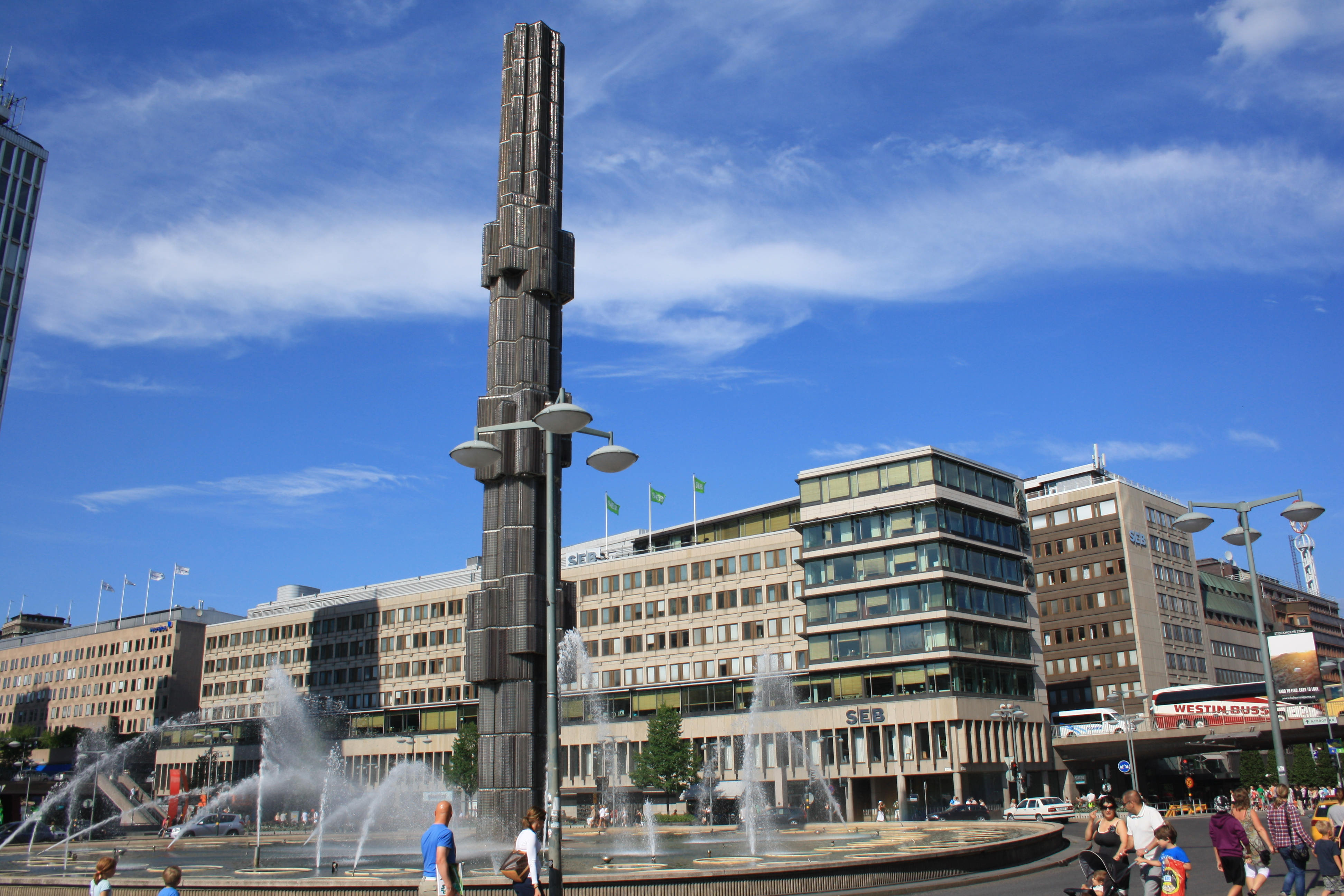
Une autre vue du Kristallvertikalaccent